# Казка про попа і наймита його Балду (мультфільм, 1956)
«Казка про попа і наймита його Балду» — ляльковий мультфільм 1956 року режисера Анатолія Карановича за однойменною казкою Олександра Пушкіна.

## Зміст
Спочатку дія відбувається на базарі, де живі актори починають показувати лялькову виставу за мотивами казки Олександра Пушкіна «Казка про попа і про наймита його Балду» яка складається з 3 частин.